# 바리새인 (영화)
"바리새인"은 2014년에 개봉한 대한민국의 영화이다.

## 캐스팅
- 예학영 : 승기 역
- 강은혜 : 은지 역
- 고정일 : 현수 역
- 조민아 : 수정 역
- 하태성 : 장훈 역
- 박현순 : 박 교수 역
- 김재일 : 정수 역
- 김보미 : 승지 역